# 고창북고등학교
고창북고등학교(高敞北高等學校)는 대한민국 전북특별자치도 고창군 흥덕면 흥덕리에 있는 사립 고등학교이다.

## 학교 연혁
- 1947년 12월 15일 : 부안중학원 설립
- 1971년 12월 27일 : 고창종합고등학교 설립인가(보통과 3학급, 상업과 3학급)
- 1972년 3월 2일 : 고창종합고등학교 개교
- 1980년 9월 1일 : 고창북고등학교로 교명 변경
- 1986년 12월 3일 : 현 위치로 신축 이전
- 1988년 3월 9일 : 이강수 이사장 취임
- 1988년 5월 31일 : 학교법인 중앙학원으로 변경
- 2000년 11월 1일 : 고창북고등학교 축구부 창단
- 2012년 7월 1일 : 김미숙 이사장 취임
- 2025년 2월 7일 : 제51회 졸업식 거행(총 졸업생수 7,089명)
- 2025년 3월 1일 : 제23대 임동균 교장 취임

## 참고 자료
- 고창북고등학교 - 한국교육학술정보원 학교알리미